# Eigenheim, Cetatea Albă
Eigenheim (în ucraineană Зеленівка, transliterat: Zelenivka) este un sat în comuna Cazaci din raionul Cetatea Albă, regiunea Odesa, Ucraina. Satul a fost locuit de germanii basarabeni.

## Demografie
Componența lingvistică a localității Eigenheim
     Ucraineană (96,05%)
     Rusă (2,82%)
     Română (1,13%)
Conform recensământului din 2001, majoritatea populației localității Eigenheim era vorbitoare de ucraineană (96,05%), existând în minoritate și vorbitori de rusă (2,82%) și română (1,13%).